# Президентские выборы в Приднестровской Молдавской Республике
Начиная с 1991 года в Приднестровье президентские выборы проводились семь раз.
1. 1 декабря 1991 года прошли первые президентские выборы после провозглашения независимости ПМР. Вместе с президентом избирался вице-президент ПМР. Президентом ПМР был избран Игорь Смирнов, за которого проголосовало 65,4 % приднестровцев.[1]
2. 22 декабря 1996 года состоялись вторые президентские выборы после провозглашения независимости ПМР. Вместе с президентом избирался вице-президент ПМР Президентом ПМР был избран Игорь Смирнов, за которого проголосовало 71,94 %.[1]
3. 9 декабря 2001 года прошли третьи выборы президента Приднестровья. Президентом ПМР был избран Игорь Смирнов, за которого проголосовало 81,85 % жителей Приднестровья.[1]
4. 10 декабря 2006 года состоялись четвёртые выборы Президента Приднестровья. Президентом ПМР был избран Игорь Смирнов, набравший 82,4 % голосов.[1]
5. Президентские выборы в Приднестровской Молдавской Республике (2011)
6. Президентские выборы в Приднестровской Молдавской Республике (2016)
7. Президентские выборы в Приднестровской Молдавской Республике (2021)